# ダルダノ・サッケッティ
ダルダノ・サッケッティ（伊: Dardano Sacchetti, 1944年7月27日 - ）は、イタリア出身の映画脚本家である。日本ではダルダーノ・サケッティとも表記される場合があるが、原語に近い表記はダルダノ・サッケッティである。

## 人物
マリオ・バーヴァ、ダリオ・アルジェント、ルチオ・フルチといった監督によるイタリア製ホラー映画、サスペンス映画の脚本を執筆したことで知られ、ジャッロと呼ばれるイタリア製恐怖映画の重要人物とされている。
妻のエリザ・ブリガンティは心理学と文学の博士号を持つ元教師であり、しばしばサッケッティの脚本執筆に協力している。

## 経歴
1944年、イタリア王国モリーゼ州カンポバッソ県モンテネーロ・ディ・ビザッチャに生まれる。幼少時代から映画と文学に親しみ、推理小説ファンである母親の影響でイタリアで刊行された推理小説のほとんどを読破していた。
大学在学中から政治に関心を持ち、ベトナム反戦運動などの政治運動に参加。政治的立場は若いころから現在まで一貫して左翼である。その一方で文学への興味から、詩や短編小説を執筆。発表を目的としたものではなく個人的な趣味で執筆し、学生仲間たちに読ませて楽しんでいた。
1969年の秋、大学で親交の深かったトリノ出身のルイジ・コッロが、映画『歓びの毒牙』(1969)を監督したばかりのダリオ・アルジェントにサッケッティを紹介した。当時アルジェントはルイジ・コッロに映画の原案を書くように提案していたが、コッロには物語の執筆ができず、友人サッケッティに協力を依頼した。
依頼を受けたサッケッティは『わたしは目撃者』(1970)の原案を執筆。サッケッティがまず7～8ページのシノプシスを作成し、それをもとに45ページに及ぶ原案を作成。サッケッティの原案をもとにアルジェントが脚本を完成させた。映画の完成後に、サッケッティ単独で執筆した原案のクレジットに、監督のアルジェント、仲介したルイジ・コッロ（執筆にはいっさい関わっていない）の名前を連名で表記することを求められ承諾した。しかしその後ダリオ・アルジェントがインタビューにおいて、原案作成におけるサッケッティの功績を無視し、アルジェント単独で物語を思いついたかのような誤解を与える発言を行った。これに対してサッケッティが抗議したことから口論となった。
アルジェントとサッケッティの口論は新聞記事になり、これを読んだプロデューサーのジュゼッペ・ザッカリエッロは、サッケッティにマリオ・バーヴァ監督の新作スリラー映画の原案執筆を依頼することを思いつく。サッケッティが友人のフランコ・バルベリとともに書き下ろした原案は、バーヴァ監督による脚色と演出で『血みどろの入江』(1971)として映画化される。
『血みどろの入江』はイタリアにおけるスプラッター映画の始祖とされている。1971年のシッチェス・カタロニア国際映画祭では特別賞を受賞。1973年のアボリアッツ国際ファンタスティック映画祭ではグランプリにノミネートされた。アボリアッツでのグランプリはスティーヴン・スピルバーグ監督の『激突!』に奪われるものの、作品の評価の高さからロサンゼルスの映画研究センターにおいて7年間上映されることとなった。
『血みどろの入江』の好評を受けて、サッケッティはマリオ・バーヴァから新たな怪奇映画の脚本を求められる。マリオから幽霊屋敷の物語を依頼されたサッケッティは、友人のフランコ・バルベリとともにオリジナルの脚本を執筆する。この脚本は、後に『ザ・ショック』(1977)として映画化されるが、1971年の脚本完成時には、製作会社の倒産によって企画がお蔵入りとなる。その後1976年頃からマリオ・バーヴァの息子ランベルト・バーヴァによって映画化が進められるが、ランベルトはサッケッティとバルベリには無断で企画を進めた。しかも完成された映画の脚本クレジットには、いっさい脚本執筆に関わっていないランベルトの名前が大きく表記され、サッケッティを驚かせた。
1972年、エリザ・リヴィア・ブリガンティと結婚。妻のエリザは当時大学で心理学の学位を取得し、その後文学の講師となっていた。1975年から、サッケッティの脚本執筆に妻エリザが協力するようになる。
初期のダリオ・アルジェントとの関係では、アルジェントが『イージー・ライダー』(1969)に触発された企画"Montesa"の脚本も執筆した。この企画はアルジェントが『わたしは目撃者』以前に考えていた、スリラーではないロードムービーの構想だったが、実現しなかった。
また、アルジェントのプロデュースによるTV番組『サイコ・ファイル』(1973)のために"Lo scoiattolo cieco"（盲目のリス）というスリラーの脚本も執筆した。この脚本はアルジェントの助監督を務めたロベルト・パリアンテの初監督作品として準備されたが没となり、ルイジ・コッツィの企画による『目撃証人』が採用された。
アルジェントとバーヴァによる2作品のヒットを受けて、サッケッティの名前はイタリアの名プロデューサー、ディノ・デ・ラウレンティスに注目されることとなる。脚本家としてディノ・デ・ラウレンティスと3年間の専属契約を交わしたが、契約後にデ・ラウレンティスはアメリカでの映画製作に乗り出したために、契約期間終了の1974年までサッケッティの脚本家活動には空白ができる。
また、この時期に徴兵を受け、軍隊に勤務しながら、クレジットなしで2本のスリラー映画の脚本に協力する。『美女連続殺人魔』(1972)と"Sette orchidee macchiate di rosso" (1972)において、プロデューサーはアルジェント的なタッチを模倣するためにサッケッティの協力を要請した。いずれの脚本もサッケッティはごく僅かな修正に留めた。ただしプロデューサーの独断により本来の脚本家および監督には無断でサッケッティの修正が加えられたため、特に『美女連続殺人魔』の脚本家エルネスト・ガスタルディからは歓迎されなかったという。一方で、"Sette orchidee macchiate di rosso"の監督ウンベルト・レンツィからは親しく接してもらい、脚本執筆のノウハウを徹底的に学んだという。
デ・ラウレンティスとの契約期間が満了した1974年、ステルヴィオ・マッシ監督のアクション映画『ダーティ・チェイサー/凶悪犯死の大逃走500キロ』(1974)で脚本家としての活動を再開。ルチオ・フルチ監督のホラー映画を手がけるまでは刑事アクション映画の脚本家として知られ、特にウンベルト・レンツィ監督、トーマス・ミリアン主演によるアクション映画「モンネッツァ」シリーズの脚本家として有名になる。
マッシ監督やレンツィ監督のポリス・アクション映画の脚本を執筆した後、ルチオ・フルチ監督の『ザ・サイキック』(1977)の脚本協力を依頼される。監督のフルチと脚本家のロベルト・ジャンヴィーティが行き詰っていた脚本制作を、サッケッティの主導によって完成に導いた。当時の印象についてサッケッティは、「フルチからは当初プロデューサーのスパイと呼ばれて嫌悪されたが、脚本家ジャンヴィーティの仲裁によって次第にフルチとの信頼関係を構築できた」と回想している。
1978年、プロデューサーのファブリツィオ・デ・アンジェリスの依頼を受けて、『サンゲリア』(1979)の脚本を執筆。当初監督を予定されていたエンツォ・G・カステラーリが降板したため、『ザ・サイキック』に続いてルチオ・フルチ監督が再びサッケッティの脚本を映画化する事となる。同作は公開とともに大ヒットし、フルチにとってもサッケッティにとっても最大の成功作となった。
『サンゲリア』の脚本クレジットは妻エリザ・ブリガンティのみがクレジットされている。これについてサッケッティは、税理士の助言により、サッケッティと妻エリザとで脚本の収益を分割して申告することを勧められ、エリザの名前を脚本家としてクレジットしたと証言している。ただし別のインタビューにおいては、デ・ラウレンティスとの専属契約に絡んでサッケッティの名前をクレジットすることを避けたと回答している。
『サンゲリア』の成功の要因としてサッケッティの意見では、ジョージ・A・ロメロの映画とは異なり前半部分ではゾンビの存在を観客に隠して「ジャッロ（推理劇）」の手法で脚本を制作したことで、それまでホラー映画を演出した経験がないルチオ・フルチ監督が、得意とする謎解きスリラーの手法によって演出することが可能になった点にあったと分析している。サッケッティは『サンゲリア』においてロメロの映画からの影響を否定しており、プロデューサーがイタリア版タイトルを"Zombi 2"とした際もサッケッティは強く反対したが受け入れられなかったと証言している。
1979年、ダリオ・アルジェント監督の映画『インフェルノ』(1980)の脚本をめぐって、ダリオの父サルヴァトーレと兄クラウディオがサッケッティに脚本の書き直しを依頼。その際に『わたしは目撃者』『サイコ・ファイル』以来疎遠となっていたダリオ・アルジェントと和解する。『インフェルノ』の脚本に関してサッケッティの証言によれば、サッケッティのアイディアは採用されず、実質的に脚本にはサッケッティの手はいっさい入っていないという。
『サンゲリア』の世界的ヒットを受け、ルチオ・フルチ監督作品への脚本執筆が相次ぐ。『地獄の門』(1980)、『ビヨンド』(1980)、『墓地裏の家』(1981)、『マンハッタン・ベイビー』(1981)、『ザ・リッパー』(1982)の脚本を執筆する。
ルチオ・フルチとサッケッティの共同作業について、多くの場合フルチがサッケッティにアイディアを伝え、サッケッティがそれを受けてストーリーと脚本を執筆したと証言している。サッケッティが書いた脚本にフルチが不満を持った箇所がある場合、フルチは助監督出身のジョルジョ・マリウッツォに当該箇所の書き直しを依頼したという。『地獄の門』以降の作品において脚本のクレジットにフルチの名前も記載されていることについて尋ねられたサッケッティは、イタリア映画の慣習によって監督の名前が脚本にクレジットされているためであり、フルチはサッケッティらにアイディアを伝えるだけで執筆はしていないと答えている。ただしサッケッティはフルチについて「彼は脚本の優れた読者であり、脚本をよく理解していた。脚本に矛盾があれば、彼はすぐにそれを見つけて『このシーンは役に立たん』と言った。私はフルチほど脚本を読み込んで、弱点を指摘することができる監督に出会ったことがない」と証言し、監督としての能力を高く評価している。
1980年頃、ロジャー・コーマンのプロデュースで、マリオ・バーヴァが監督する予定だったSF映画"Anomalia"の脚本を執筆。マリオ・バーヴァが過去に監督した『バンパイアの惑星（恐怖の怪奇惑星）』(1965)のセルフリメイクを思わせるSFモンスター・ホラーとして企画されたが、マリオの死去により、この企画は実現しなかった。
『地獄の戦士ブラストファイター』(1982)の脚本は当初ルチオ・フルチが監督に想定されていたが、フルチがスケジュールの問題で降板し、ランベルト・バーヴァにまわされることとなった。
『未来都市ローマ』(1983)以降フルチとサッケッティとの協力関係は途絶え、後にTV映画『アンティル・デス』(1988)の脚本を巡って絶縁状態となる。この映画は当初、ルチオ・フルチが監督するためにフルチと脚本家ロベルト・ジャンヴィーティが企画していたが、脚本として完成させることができずにいた（フルチとジャンヴィーティによる当初のシナリオは後に『ルチオ・フルチのゴースト・キラー』(1987)の原案となった）。そのためサッケッティが脚本執筆を依頼され、妻のブリガンティとともに脚本を完成させる。しかし完成した脚本はプロデューサーから買い取りを拒否され、企画はとん挫する。フルチはその後も企画実現を望んで売り込みを続けたが失敗。フルチは企画実現のために、脚本家の名義を俳優のブレット・ハルシーに譲り渡すことまで画策し、これによりサッケッティは気分を害してフルチと絶縁する。サッケッティの主張によると、『アンティル・デス』の脚本の契約書はプロデューサーとサッケッティ、ブリガンティ夫妻との間で交わされたもので、フルチには権利がなかったとしている。宙に浮いた脚本はランベルト・バーヴァの興味を惹き、ランベルトの演出によるTV映画として実現。ただしランベルトはサッケッティ夫妻による脚本の設定だけ利用し、大幅に改変して脚色したという。この件に関してフルチはランベルトのみならずサッケッティに対しても激怒し、サッケッティとの絶縁は1996年に和解するまで続いた。
ルチオ・フルチとの協力を続けていた時期に、サッケッティはディノ・デ・ラウレンティスの依頼で、ホラー映画"Ogre"（悪鬼）の脚本をコリン・ウィルソンとともに執筆した。サッケッティは妻子とともにニューヨークに移住し、デ・ラウレンティスはこの企画の監督としてイタリア社会派映画の巨匠ダミアーノ・ダミアーニを選んだ。ダミアーニは最初は承諾したものの、本心ではホラー映画を撮ることに興味がなく、イタリアの著名な映画評論家の間での彼の評判が下がると感じていた。結局この企画は実現せずに終わった。これによりダミアーニとデ・ラウレンティスの契約は打ち切られたが、一年後に2人は『悪魔の棲む家PART2』(1982)を製作することになり、企画の叩き台として"Ogre"の脚本が流用されることとなり、デ・ラウレンティスの要求に応じてサッケッティは脚本の初稿を執筆した。最終的にこの映画の脚本はトミー・リー・ウォーレスが完成させ、サッケッティの名前はクレジットに残らなかった。映画自体の興行収入も失敗に終わったことから、サッケッティはアメリカでのキャリアに見切りをつけてイタリアへ帰国する。
80年代のサッケッティは、主にランベルト・バーヴァの映画において脚本を手掛けたことで知られる。『暗闇の殺意』(1983)、『デモンズ』(1985)、『デモンズ2』(1986)、『キャロルは真夜中に殺される』(1986)、『グレイブヤード』(1987)、『オウガー』(1988)などで脚本を担当。サッケッティの発言によるとランベルトとは私的な友人関係にはなく、イタリアにはホラー映画の監督が少ないことからたまたまランベルトへの脚本提供が多かったとのことであり、アルジェントやフルチと同様にランベルトともしばしば摩擦が起こったという。
『デモンズ』はサッケッティが原案を書き、監督のランベルト・バーヴァと製作者ルチアーノ・マルティーノに持ち込んだ企画から始まった。サッケッティによる原案（当初は3話オムニバスの構想だった）をランベルトがダリオ・アルジェントに見せ、アルジェントが企画をマルティーノから奪い取る形で映画化されることとなった。しかしアルジェントはサッケッティに対し、原稿料を支払う代わりに脚本家のクレジットから名前を外すように要求した。アルジェントは友人のフランコ・フェリーニに脚本を担当させようとしたが、ホラー映画の執筆経験に乏しいフェリーニは脚本を書き進めることができなかった。その結果、サッケッティが呼び戻されて脚本を執筆することとなった
。結果的にサッケッティの名前は、アルジェント、フェリーニ、ランベルト・バーヴァとともに脚本クレジットに表記されることとなった。その後、『デモンズ2』の脚本執筆においてもほぼ同様の事態が起きたという。
ミケーレ・ソアヴィが監督した『デモンズ3』(1989)でもサッケッティが脚本に参加した。当初はランベルト・バーヴァが監督を予定していたものの、ランベルトがアルジェントと決裂して降板し、ミケーレ・ソアヴィに監督が任されることとなった。当初の脚本では飛行機の機内上映中に画面から悪魔が現れる設定だったが、アルジェントの意見で却下され、ソアヴィの発案による大聖堂を舞台とした脚本へと変更された。ソアヴィへの監督交代後もサッケッティが脚本の書き直しを手がけ、ルイス・ブニュエル監督の『皆殺しの天使』(1962)を下敷きにストーリーを完成させた。サッケッティはシナリオの最終稿まで参加したものの、アルジェントの要求によってサッケッティのクレジットが本編から外される。これによりサッケッティとアルジェントはまたも疎遠となり、その後1996年になってようやく和解する（後述）。
80年代にはホラー映画の脚本家として活躍する一方、アクション映画の脚本も多数担当する。中でも、キム・ロッシ・スチュアートの出世作となった『カラテキッド』シリーズ三部作の脚本を手がけたことで知られる。
1996年、サッケッティはダリオ・アルジェント、ルチオ・フルチと和解。アルジェントの製作、サッケッティの脚本、ルチオ・フルチの監督による映画の企画を発足させる。企画は当初"La mummia"（ミイラ）というタイトルで、ボリス・カーロフ主演の古典的映画『ミイラ再生』(1932)のリメイクを予定していた。しかしサッケッティが執筆した脚本をアルジェントが却下したことから、サッケッティはアルジェントはまたも絶縁となり、数年後に和解することとなる。このときサッケッティが書き下ろした脚本は、『ハムナプトラ/失われた砂漠の都』(1999)の原案として流用されたと見られる。
1990年代になるとイタリア娯楽映画の衰退に伴いTVの脚本家に転身。
2013年のアンジェロ・マレスカ監督のLa madre (2013)を最後に脚本家を引退。若い脚本家に道を譲りたいという考えと、最近のイタリア映画に感心を持てなくなった（最近のイタリア人監督ではパオロ・ソレンティーノとマッテオ・ガローネの2人のみ評価している）という2点を、引退の理由として挙げている。
イタリア映画の今後について聞かれると、「映画は絶滅し、新しいテクノロジーによる映像表現に取って代わられる」との考えを示している。また、脚本家志望の若者へのアドバイスを求められると、「脚本家以外の仕事を探すように。今日の脚本家には才能ではなく、従順さだけが求められている」と答えている。

## フィルモグラフィ
| 公開年 | 作品名                                           | 原題                                                        |
| ------ | ------------------------------------------------ | ----------------------------------------------------------- |
| 1970年 | 『わたしは目撃者』                               | Il gatto a nove code                                        |
| 1971年 | 『血みどろの入江』                               | Reazione a catena (Ecologia del delitto)                    |
| 1972年 | 『美女連続殺人魔』                               | Perché quelle strane gocce di sangue sul corpo di Jennifer? |
| 1972年 | ″Sette orchidee macchiate di rosso″              | （日本未公開）                                              |
| 1974年 | 『ダーティ・チェイサー/凶悪犯死の大逃走500キロ』 | Squadra volante                                             |
| 1975年 | 『刑事マルク』                                   | Mark il poliziotto                                          |
| 1975年 | 『謎の爆破犯人』                                 | Mark il poliziotto spara per primo                          |
| 1975年 | 『マンハント』                                   | Roma a mano armata                                          |
| 1975年 | "L'uomo della strada fa giustizia"               | （日本未公開）                                              |
| 1976年 | 『ザ・ショック』                                 | Schock                                                      |
| 1976年 | 『スペシャリスト44』                             | Mark colpisce ancora                                        |
| 1976年 | "Il trucido e lo sbirro"                         | （日本未公開）                                              |
| 1976年 | "La legge violenta della squadra anticrimine"    | （日本未公開）                                              |
| 1977年 | 『ルチオ・フルチの ザ・サイキック』              | Sette note in nero                                          |
| 1977年 | 『特殊警察部隊スタント・スクォード』             | La polizia è sconfitta                                      |
| 1977年 | 『ダーティ・コネクション』                       | Napoli si ribella                                           |
| 1977年 | "Il cinico, l'infame, il violento"               | （日本未公開）                                              |
| 1977年 | "La banda del trucido"                           | （日本未公開）                                              |
| 1979年 | 『サンゲリア』                                   | Zombi 2                                                     |
| 1980年 | 『地獄の門』                                     | Paura nella città dei morti viventi                         |
| 1980年 | 『ビヨンド』                                     | ...e tu vivrai nel terrore! L'aldilà                        |
| 1980年 | 『地獄の謝肉祭』                                 | Apocalypse domani                                           |
| 1980年 | 『戦場の謝肉祭』                                 | L'ultimo cacciatore                                         |
| 1981年 | 『墓地裏の家』                                   | Quella villa accanto al cimitero                            |
| 1982年 | 『マンハッタン・ベイビー』                       | Manhattan Baby                                              |
| 1982年 | 『ザ・リッパー』                                 | Lo squartatore di New York                                  |
| 1982年 | 『悪魔の棲む家PART2』                            | Amityville II: The Possession                               |
| 1982年 | 『ブロンクス・ウォリアーズ/1990年の戦士』        | 1990: I guerrieri del Bronx                                 |
| 1982年 | 『ブルー・アイランド/流されて…ふたり』           | Due gocce d'acqua salata                                    |
| 1983年 | 『暗闇の殺意』                                   | La casa con la scala nel buio                               |
| 1983年 | 『未来都市ローマ』                               | I guerrieri dell'anno 2072                                  |
| 1983年 | 『死霊の暗殺/エトルスカン』                      | Assassinio al cimitero etrusco                              |
| 1983年 | 『サンダー』                                     | Thunder                                                     |
| 1984年 | 『死神ジョーズ/戦慄の血しぶき』                  | Shark: Rosso nell'oceano                                    |
| 1984年 | 『マンハンター/暴虐の銃弾』                      | Cane arrabbiato                                             |
| 1984年 | 『地獄の戦士ブラストファイター』                 | Blastfighter                                                |
| 1985年 | 『デモンズ』                                     | Dèmoni                                                      |
| 1985年 | 『怒りのサンダー/逆襲のバーニング・ファイア』    | Thunder II                                                  |
| 1985年 | 『丘の上の悪魔』                                 | Il diavolo sulle colline                                    |
| 1985年 | 『魔境のいけにえ』                               | Nudo e selvaggio                                            |
| 1986年 | 『デモンズ2』                                    | Dèmoni 2... l'incubo ritorna                                |
| 1986年 | 『キャロルは真夜中に殺される』                   | Morirai a mezzanotte                                        |
| 1986年 | 『ブラディ・キャンプ/皆殺しの森』                | Camping del terrore                                         |
| 1987年 | 『グレイブヤード』                               | Dentro il cimitero                                          |
| 1987年 | 『カラテキッド』                                 | Il ragazzo dal kimono d'oro                                 |
| 1987年 | 『スペクターズ/鮮血のローマ』                    | Spettri                                                     |
| 1987年 | 『ベレッタの女/最後の誘惑』                      | Sensi                                                       |
| 1987年 | 『デルタ・フォース・コマンド』                   | Delta Force Commando                                        |
| 1988年 | 『オウガー』                                     | La casa dell'orco                                           |
| 1988年 | 『ラットマン』                                   | Quella villa in fondo al parco                              |
| 1988年 | 『アンティル・デス』                             | Per sempre                                                  |
| 1988年 | 『バンパイア 最後の晩餐』                        | A cena col vampiro                                          |
| 1988年 | 『バイ・バイ・ベトナム』                         | Bye Bye Vietnam                                             |
| 1988年 | 『地獄のファイター2/怒りの戦士』                 | Afganistan - The last war bus (L'ultimo bus di guerra)      |
| 1988年 | 『カラテ・キッド/激闘編』                        | Il ragazzo dal kimono d'oro 2                               |
| 1988年 | 『怒りのサンダー/最後の決戦』                    | Thunder III                                                 |
| 1988年 | 『エンジェル・ミッション/戦場のショーガール』    | I ragazzi del 42° plotone                                   |
| 1988年 | 『オーバースロー/暗殺のクーデター』              | Colpo di stato                                              |
| 1989年 | 『デモンズ3』                                    | La chiesa                                                   |
| 1989年 | 『キラー・クロコダイル』                         | Killer Crocodile                                            |
| 1989年 | 『電脳戦士サイ・ウォーリアー』                   | Cyborg - Il guerriero d'acciaio                             |
| 1990年 | 『キラー・クロコダイル/怒りの逆襲』              | Killer Crocodile 2                                          |
| 1992年 | 『地獄の女スナイパー』                           | L'angelo con la pistola                                     |
| 1994年 | 『テディベア』                                   | L'ours en peluche                                           |
| 1999年 | 『ハムナプトラ/失われた砂漠の都』                | The Mummy                                                   |
| 2005年 | 『ザ・トーチャー/拷問人』                        | The Torturer                                                |
| 2011年 | 『タルパ/欲望の悪魔』                            | Tulpa - Perdizioni mortali                                  |
| 2013年 | La madre                                         | （日本未公開）                                              |